# Sergei Wiktorowitsch Schelanow
Sergei Wiktorowitsch Schelanow (russisch Сергей Викторович Желанов; * 14. Juni 1957 in Alexin, Oblast Tula, damals Sowjetunion) ist ein ehemaliger Leichtathlet, der für die Sowjetunion antrat. Der 1,89 m große und in seiner Wettkampfzeit 82 kg schwere Schelanow wurde 1980 Olympiadritter im Zehnkampf.

## Werdegang
Schelanow belegte 1980 bei den sowjetischen Meisterschaften den dritten Platz. Bei den Olympischen Spielen in Moskau waren der britische Favorit Daley Thompson und hinter diesem der sowjetische Meister Juri Kuzenko für Scheljanow außer Reichweite. Aber dahinter lieferte er sich mit dem Österreicher Georg Werthner einen Kampf um die Bronzemedaille. Schelanow zeigte mit 2,18 Meter die beste Einzelleistung im Hochsprung, Werthner holte im Speerwurf auf. Am Ende gewann Schelanow mit 51 Punkten Vorsprung die Bronzemedaille.
1981 erreichte Schelanow den zweiten Platz bei der Universiade in Bukarest hinter seinem Landsmann Alexander Schablenko und vor Georg Werthner. Seine Bestleistung von 8376 Punkten (8417 Punkte nach der Punktwertung von 1985) erreichte Scheljanow als Vierter der sowjetischen Meisterschaften 1984. Schelanow war danach noch einige Jahre aktiv, konnte sich aber nicht mehr für internationale Meisterschaften qualifizieren.